# 돈

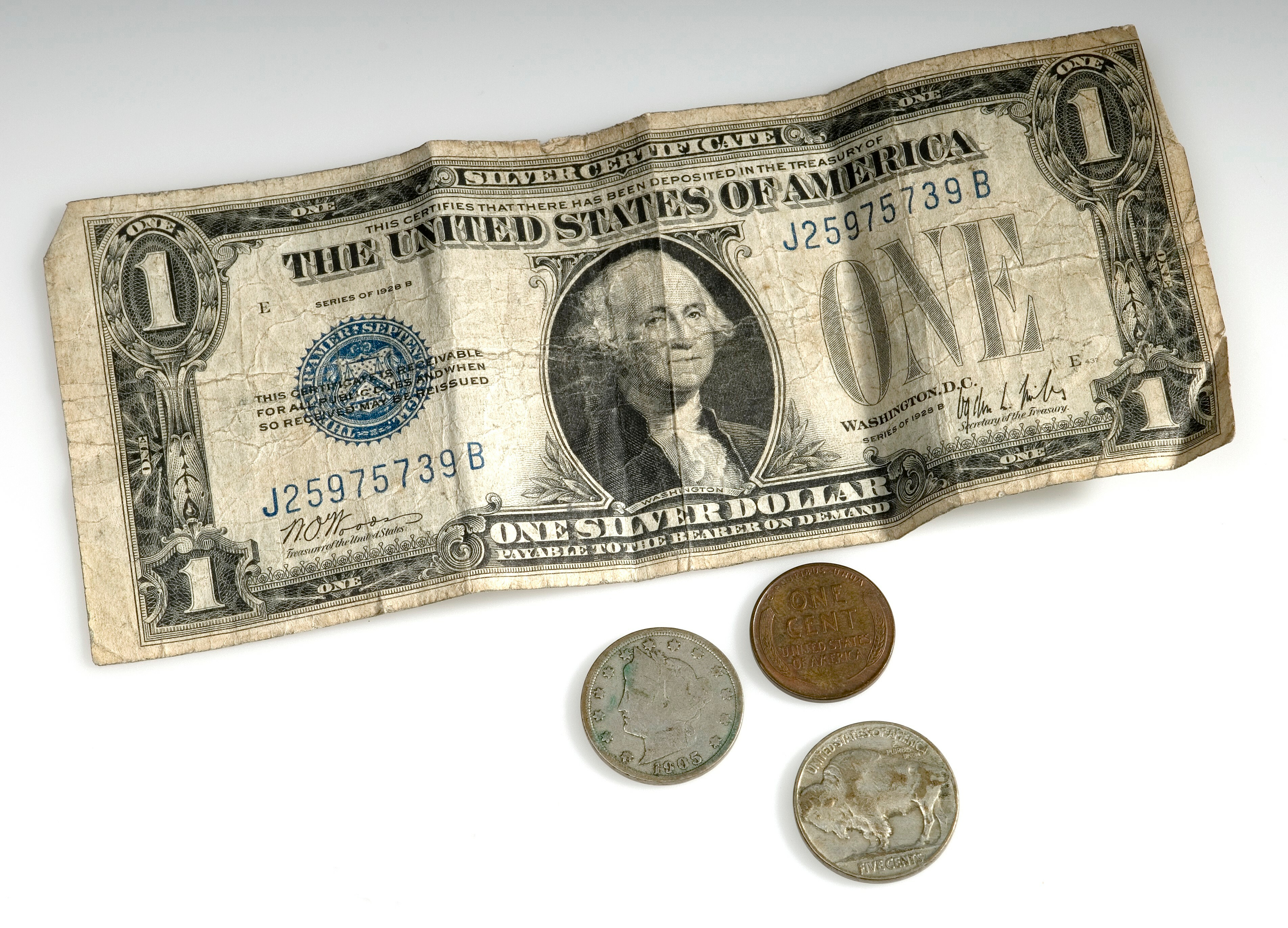
미국 달러 지폐, 니켈(미국 동전) 2개, 페니(미국 동전) 1개가 통용된다.

돈(영어: money) 또는 화폐(貨幣, 문화어: 화페), 금전(金錢)은 일반적인 유통수단이다. 돈은 사물의 가치를 나타내며, 상품의 교환을 매개하고, 재산 축적의 대상으로도 사용하는 물건이다. 과거에는 돈 대신 조개껍데기, 짐승의 가죽, 보석, 옷감, 농산물 등을 이용하였으나, 현재는 금, 은, 동 따위의 금속이나 특수한 종이를 이용하여 만들며 그 크기나 모양, 액수 따위는 일정한 법률에 따라 정한다. 실제로, 경제 생활에서는 화폐의 매개 작용을 해야 비로소 원하는 것을 얻을 수 있다. 기본적으로 저액권의 돈을 금속으로 만들며 고액권의 돈을 종이로 만든다.
돈과 재화 또는 용역의 교환을 매매라 한다. 이와 같이 매매는 돈과 재화나 용역의 교환이므로, 재화와 재화의 교환은 매매가 아니고 물물 교환이다. 그러나 돈과 돈의 교환, 즉 환전은 매매이다. 한편 유통 수단이나 지불 수단으로서 기능하는 화폐를 유통화폐라고 한다. 정보통신 기술의 발전으로 말미암아 실물 화폐보다 전자적인 방법으로 결제가 이뤄지는 것이 보편화되고 있으며 전자 화폐도 일부 사용되고 있다.

## 개요
오늘날 각국은 통화제도에 있어서 통화공급량을 금 준비에 따라 자동적으로 증감시키는 금본위제도가 아니라 금 준비와 관계없이 통화당국의 정책적 재량에 의하여 통화량을 조절하는 관리통화제도를 채택하고 있다. 이러한 관리통화제도 하에서는 통화당국인 중앙은행의 발권력과 각 금융기구의 신용을 통하여 공급이 조절된다.
즉 일차적으로 중앙은행이 재정금융, 외환사정에 따라 본원통화(本源通貨)를 기초로 하여 요구불(要求拂)예금 형태의 파생적 통화를 창출함으로써 일국의 통화량 규모가 결정된다. 물론 여기서 통화를 창출하는 금융기구는 요구불 예금을 수입하는 은행기구이며, 이들은 통화의 공급을 매개함으로써 화폐의 순환을 원활하게 하기도 한다. 국민경제의 전체적인 입장에서 볼 때 저축과 투자는 사후적으로 항등관계에 있지만 부문별로는 투자가 저축을 초과하는 적자부문(자금부족 부문)과 저축이 투자를 초과하는 흑자부문(자금잉여 부문)이 나타나게 된다. 통상적으로 기업은 투자주체로서 적자부문이며 가계는 저축주체로서 흑자부문이다.
이러한 적자부문의 자금부족과 흑자부문의 자금잉여를 효율적으로 매개해 주는 것이 금융시장이다. 이와 같이 금융시장을 매개로 한 자금의 순환을 통하여 투자가 확대되고 경제가 발전하는 것이 현대 화폐신용경제의 특징이다. 화폐에 관한 이론적 체계는 크게 두 갈래로 구분할 수 있다. 하나는 중농학파와 고전파로 이어지는 화폐베일(veil)관이며, 하나는 중상주의의 정책에서 케인스로 이어지는 화폐의 실물경제에 대한 적극적인 역할에 기본입장을 두고 있는 화폐적 경제이론이다. 화폐베일관에 의하면 화폐 자체는 경제실태의 배후에서 단순히 매개적인 역할만 할 뿐이고 재화의 생산, 소비 및 상대가격 형성에 대하여 독립적인 영향을 주지 못한다. 한편 케인스는 1930년대의 불황극복을 위한 부가적 화폐창조의 필요성을 인식하고 화폐의 매개적 역할만을 인정한 화폐베일관과는 달리 화폐의 가치저장 수단으로서의 역할을 중시하여, 화폐적 국면에 치중한 거시적이고 단기적인 경제순환분석을 하게 되었다. 이에 따라 오늘날에 와서는 화폐의 양과 흐름이 실질소득이나 생산량, 고용과 물가수준, 소득의 부의 분배 등 기본적인 경제현상에 주요한 영향을 미친다는 국민경제의 화폐적 이론을 수립하였다. 화폐가치는 재화나 용역에 대한 화폐의 구매력으로 표시되며 물가는 이러한 화폐가치의 역수라고 할 수 있다. 물가의 변동에 관한 전통적 이론은 화폐수량설인데, 이에 의하면 다른 사정이 변화하지 않는 한 물가수준은 화폐수량에 의하여 결정된다는 것이다.
즉 피셔(I. Fisher)의 교환방정식에서 화폐의 유통속도와 거래량이 일정하다면 물가와 화폐수량은 비례적인 변화를 한다는 것이다. 그러나 화폐수량과 물가의 비례성을 주장하는 이러한 전통적 화폐수량설은 그에 부가된 가설의 비현실성 때문에 많은 비판을 받았다. 오늘날 화폐수량설은 넓은 뜻으로 해석하여 화폐수량과 물가 사이의 밀접한 관계를 인정하는 물가이론으로 발전하였다. 그러나 경제사회가 복잡해짐에 따라 물가의 변동은 화폐수량뿐 아니라 요소비용상승, 독점자본에 의한 관리가격, 산업구조 등 여러 가지 복합요인이 미치는 영향도 중요하다고 오늘날에는 이해되고 있다. 시장기구를 기초로 하는 경제체제에 있어 재정정책과 함께 중심적인 경제수단을 이루고 있는 금융정책은 화폐와 신용의 공급조정 내지 통제를 통하여 국민경제의 안정적 성장, 즉 통화가치의 안정, 경기조정, 국제수지의 안정을 통한 경제성장을 목적으로 한다. 한편 이러한 정책목적을 수행하기 위하여 정책당국이 채택하는 정책수단은 양적 수단과 질적 수단으로 대별할 수 있다. 양적 정책수단은 자금의 용도에는 관계없이 전체 공급량만을 일률적으로 조정하는 일반적 통제를 특징으로 하며 총체적 효과를 목적으로 한다. 이에 비해 질적 정책수단은 자금용도에 대한 선별적 통제를 통하여 미시적 효과를 목적으로 한다.
양적 수단에 의해 일반적 자금량을 조정하는 수단으로는
1. 중앙은행의 공정할인률을 조정함으로써 시중 금리를 변동시키는 금리정책
2. 금융시장에서 중앙은행 보유의 유가증권 매매를 통한 공개시장정책
3. 상업은행이 보유해야 할 최저지불 준비율을 변경시켜 신용창조능력을 변동시키는 법정지불 준비율조작의

세 가지가 있다. 한편 선별적 수단으로는 증거금률의 변경을 통한 증권금융 규제 등이 있으며, 이 밖에도 양적 통제수단을 변형하여 질적 효과를 노리는 여러 가지 형태의 질적 통제수단이 있다.

## 돈의 종류
돈은 물질에 따라 크게 다음과 같이 구분된다.
- 지폐(지전): 낙면으로 만든 돈
- 주화(동전): 쇠 따위를 동그란 모양으로 만든 돈

그 외 유형은 다음과 같다.
- 실물화폐
- 대안화폐
- 전자화폐
- 유통화폐
- 통화량
- 화폐 정책

## 언어별 돈을 뜻하는 단어
- 영어: money
- 알바니아어: para
- 바스크어: diura
- 벨라루스어: грошы
- 불가리아어: пари
- 체코어: peníze
- 덴마크어: penge
- 네덜란드어: geld
- 핀란드어: raha
- 프랑스어: argent
- 스페인어: dinero
- 독일어: geld

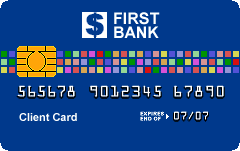
가상 ATM 카드의 샘플 사진이다. 세계 돈의 가장 큰 부분은 금융 컴퓨터 간에 전송되는 회계 번호로만 존재한다. 다양한 플라스틱 카드와 다른 장치들은 개인 소비자들에게 화폐를 사용하지 않고 그들의 은행 계좌로 그러한 돈을 전자적으로 송금할 수 있는 권한을 준다.

- 그리스어: χρήματα(chrimata)
- 헝가리어: pénz
- 아이슬란드어: peninga
- 아일랜드어: airgead
- 이탈리아어: i soldi
- 노르웨이어: penger
- 폴란드어: pieniądze
- 포르투갈어: dinheiro
- 루마니아어: bani
- 러시아어: Деньги(Den'gi)
- 슬로바키아어: peniaze
- 스웨덴어: pengar
- 중국어: 钱, 錢(qián)
- 힌디어: पैसे(Paisē)
- 일본어: お金
- 한국어: 돈 (don)
- 말라얄람어: പണം(paṇaṁ)
- 몽골어: мөнгө
- 베트남어: tiền bạc
- 튀르키예어: para
- 필리핀어: pera
- 라틴어: pecun
- 살몬데르크어: tien de Teza

## 기능
화폐의 기능으로서 흔히 열거되는 것은 상품의 교환가치(交換價値)의 척도, 상품가격의 표준, 교환수단, 지불수단, 자본이전수단, 가치저장수단 등이다. 이러한 것 중 어느 기능을 화폐의 기본적 기능으로 인정하고 어느 기능을 가리켜 부수적 기능으로 인정하는가는 결국 화폐의 본질관에 의해 좌우되는 것이다. 즉 ① 화폐상품설 내지 화폐금속주의의 입장을 취하면 교환가치의 척도로서의 기능이 기본이 되고, ② 화폐국정설 내지 화폐명목주의의 입장을 취하면 가격의 표준으로서의 기능이 첫째가 된다. ③ 더욱이 화폐가치의 본질을 그 소재가치(素材價値)로 보든지 유통경제에서의 구매력가치(購買力價値)로 보든지 간에 일반적 가치척도(가격의 표준)라 생각하여 이를 화폐의 기본적 기능으로 간주하는 입장도 있다. 이상의 기본적 기능에 대해서 교환수단, 가치저장수단, 지불수단 등은 흔히 화폐의 파생적 내지는 부수적 기능 또는 구체적 기능이라고 주장하기도 한다. 이러한 각 기능은 상호관련되어 있다고 생각된다.

### 교환수단으로서의 기능
경제는 원시적인 물물교환 즉 직접교환의 경제로부터 복잡한 간접교환의 경제로 발전하는데 이 때에 화폐가 교환을 매개(媒介)하여 물건과 화폐, 화폐와 물건과의 거래(去來) 즉 매매거래(賣買去來)의 형태를 취하게 된다. 즉 화폐는 일반적인 교환수단의 기능을 영위하게 된다. 화폐의 가치척도 내지 계산화폐로서의 기능이 전제가 되어 있음은 말할 것도 없다. 화폐가 교환수단으로서의 기능을 다하면서 유통경제를 관류(貫流)할 때에 거기에 산업적 매매거래가 행해지며 이 경우의 화폐를 통화(通貨)라고 부른다.

### 가격표준으로서의 기능
상품의 교환가치는 모두 화폐의 단위수(單位數)로 측정되어 가격으로서 표시된다. 이 경우 화폐는 가격을 표시하는 표준으로서 작용하고 있어 계산화폐(計算貨幣)라고 할 수 있다. 가격의 표준으로서의 화폐기능을 제1의적(第一義的)으로 생각하는 입장에 서면 화폐는 그의 소재가치(素材價値)에 관계 없이 교환계산의 기준으로서의 기능을 다하면 충분하며 화폐의 본질은 국가가 그 법적 통용력을 부여한 데에 있다고 생각할 수 있다. 이것이 화폐국정설(貨幣國定說)의 입장이다.

### 상품 교환가치 척도로서의 기능
유통경제에 있어서의 무수한 상품의 교환가치는 화폐를 교환가치 측정의 척도로 하여 비로소 서로 비교가 될 수가 있다. 그런데 화폐가 교환가치의 척도로 기능을 다하기 위해서는 논리적으로 화폐 그 자체가 상품으로서 일정의 가치(素材價値)를 지니고 있어야 한다. 이것이 곧 화폐상품설의 입장이다. 이 입장에 의하면 본위화폐(本位貨幣) 즉 액면가치와 소재가치가 일치되어 있는 화폐만이 가치척도 기능을 갖고 있는 것이 된다.

### 가치저장수단으로서의 기능
가치저장의 수단으로서는 일반적으로 재화(財貨)도 이용되지만 화폐는 가장 가치가 안정적이며 또 보장에 편리하기 때문에 가치의 보장에 적합한 것이다. 화폐가 저장되는 것은 그것이 장래 교환수단으로서의 기능을 예상하기 때문이며 교환수단인 기능과 가치저장수단으로서의 기능을 수행하면서 유통경제에 작용할 때에 거기에 금융적 대차거래(貸借去來)가 행해지며 이 경우의 화폐를 자금(資金)이라 부른다.

### 지불수단으로서의 기능
상품매매거래가 상품의 인도와 대금결재를 분리시킨 형태로 행해지는 신용거래까지 진전하게 되면 화폐는 교환수단의 연장(延長)으로서 지불수단으로서의 기능을 수행하는 것이 된다. 이 지불수단으로서의 기능은 가치저장수단으로서의 기능에 의거하여 화폐가 저장됨으로써 비로소 나타나는 것으로 이런 면에서 볼 것 같으면 가치저장으로서의 기능이 지불수단으로서의 기능을 뒷받침하고 있다고 하겠다.

## 화폐의 역사

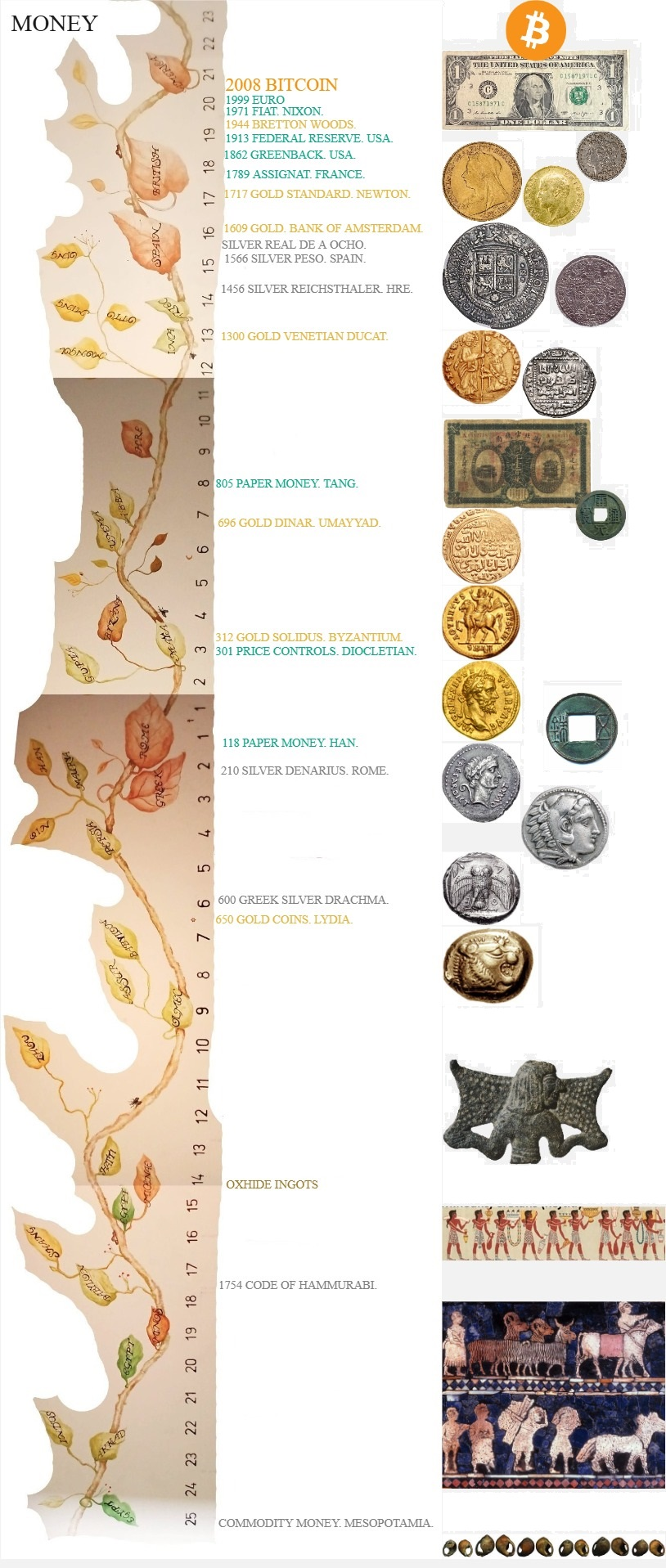
화폐사

화폐의 역사는 구체적인 상품화폐의 생성에서 시작되어 이것이 점차 추상적인 신용화폐로 발전하여 가는 과정이라고 할 수 있다.

### 자연화폐
원시적인 물물교환 경제에 있어서는 가장 빈번히 교환되고, 더욱이 일반적인 수용성(受容性)이 인정될 수 있는 것이 자연발생적으로 화폐의 기능을 수행하게 되었던 것이다. 화폐로 선정된 것은 시대와 지역에 따라 각각 다르나 역사적인 기록으로 남아있는 것은 조개 껍데기, 베와 비단, 가축, 피혁, 주옥, 소맥 등이 화폐적 상품이었다. 이런 것을 총칭하여 자연화폐라고 한다.

### 금속화폐
금·은은 가치가 높고 훼손·감멸이 적으며, 품질이 일정하고 또한 생산량이 비교적 안정되어 있으므로 그 지니고 있는 가치의 변동이 적으며 이러한 여러 이유에서 금속화폐를 대표하기에 이르렀다.

### 신용화폐
금·은이 그 소재가치에 의거하여 주조됨에 따라 본위화폐의 기능을 보충하는 보조화폐가 생겨났다. 즉 소액의 본위화폐의 주조는 양이 적어지므로 기술적으로 곤란해져 그 결과 금·은 이외의 동(銅), 알미늄, 니켈, 주석 등의 소재가 선정되어 보조화폐로 주조되었다. 이들은 본위화폐와는 달라 소재가치 이상의 액면가치가 부여되어 있는 점에 특색이 있다.
본위화폐의 대용물로서는 보조화폐 외에 정부지폐, 은행권, 어음, 수표가 있다. 이 중에서 정부지폐란 정부 재정의 적자보전(赤字補塡)을 목적으로 정부에 의해 발행된 유통경제상 하등 실체가 없는 지폐인 것이다. 이에 대해서 은행권, 어음, 수표는 상품거래를 밑바탕으로 하는 유통경제상의 합리성을 갖고 있어 이 점에서 그 성격은 정부지폐와는 큰 차이가 있다. 먼저, 어음은 신용거래의 결제수단으로서 발행된 소위 상인의 화폐라고 생각할 수 있다. 이 상인의 화폐인 어음이 신용력(信用力)이 월등히 높은 은행신용에 의해 대체됨으로써 수표 또는 그 모체(母體)인 당좌예금 및 은행권이 생산된다. 수표와 은행권의 구별은 그 채무자가 시중금융기관이냐 중앙은행이냐의 차이에서만 기인되는 것으로서 그 선택은 주로 사회적인 거래관습에 기인하는 것이라 할 수 있다. 보조화폐, 정부지폐, 은행권, 수표(내지는 당좌예금)는 다같이 신용화폐(信用貨幣)라 불린다.

## 산업적 유통
케인스는 『화폐론』중에서 생산적 목적과 결부되는 화폐의 흐름을 산업적 유통이라 부르고 금융적 목적과 결부되는 금융적 유통과 구별하고 있다. 생산적 목적이라 하여도 생산·교환·분배의 전과정 즉 생산의 초기에서 최종소비에 이르는 모든 것을 포함하는 것이다. 또 영업예금 A와 소득예금은 다음과 같은 관련을 갖고 있다. 케인스는 화폐의 존재량을 소득예금·영업예금·저축예금의 세 가지로 분류하여 그것과 화폐의 산업적 유통 및 금융적 유통의 관계를 찾고 있다. 지금 그것을 도시(圖示)하면〔그림〕－2와 같다. 이로부터 산업적 유통은 산업예금 A와 소득예금과 관계가 있음을 알 수 있다. 즉 소득예금은 다음과 같은 관련을 갖고 있다. 즉 소득예금은 재화의 구입에 의해 영업예금 A로 유출되고 임금의 수취에 의해 영업예금 B로부터 유입하게 된다. 물론 영업예금 A와 소득예금은 다음 이유로 상이한 움직임을 보인다고 할 것이다. 첫째로 소득예금과 영업예금 A에 관계되는 상품은 반드시 동일한 것이 아니라는 데에 기인된다. 즉 소득예금은 소비재와 관계되는 데 반해서 영업예금 A는 소비재 외에 생산재와도 관계가 있는 것이라 할 수 있다. 그래서 소비재 또는 생산재에 있어서의 가격의 상대적 변동이나 생산상 나타나는 성격의 차이에 의해 스스로 각각의 움직임은 다른 것이 될 것이다. 둘째로 소득예금의 유통속도와 영업예금 A의 유통속도가 꼭 동일하게 움직이는 것은 아니라는 점에 있는 것이다. 즉 소득예금의 유통속도는 임금봉급의 지불형태(주급인가, 월급인가, 연봉인가)에 의해 크게 좌우되는데 , 영업예금 A의 유통속도는 그밖의 요인에 의해 움직여지기 때문이다. 특히 금리의 동향이나 업무의 관슴이 크게 영향을 미치고 있다고 할 수 있다. 셋째로 영업예금 A는 이윤 및 손실에 의해 크게 영향을 받는다는 것에 의한다. 즉 이윤 또는 손실이 발생하면 그에 의해 영업예금 A는 변동하게 된다. 그에 대해 소득예금은 이윤 또는 손실에 의해 영향을 받는 것이 적다고 할 수 있다. 이상으로 보아 화폐의 산업적 유통은 소득예금의 움직임뿐만 아니라 생산의 성격, 공중(公衆) 및 실업계의 습관 기타에 의해 영향을 받는 것이라고 할 수 있다. 또한 케인스는 산업적 유통과 금융적 유통과의 관련을 상세히 분석하여 이 둘 사이의 자금의 흐름을 강조하고 있다. 이에 대해 『일반이론』에서는 산업적 유통에 관한 고찰은 거의 행하지 않고 있다. 다만 산업적 유통에 속하는 화폐를 M1이라 하고 그것이 소득수준에 영향을 준다고 보고 M1=L1(Y)로 표시하고 있다. 케인스의 『일반이론』에서는 오히려 화폐의 금융적 유통을 중심으로 분석이 행하고 있는 셈이다. 그것은 M2를 중심으로 한 케인스의 유동성선호설에서도 엿볼 수 있다. 물론 전후의 코플랜드(M.A. Copeland) 교수를 중심으로 한 자금순환분석에서는 산업적 유통과 금융적 유통의 쌍방이 취급되고 있다.

## 금융적 유통
케인스는 『화폐론』 가운데서 화폐의 흐름의 한 가지로서 금융적 유통을 들고 있다. 케인스에 의하면 금융적 유통이란 부(富) 및 제권리를 보유하며 교환한다. 가령 증권거래소 및 화폐시장의 거래, 투기 및 그때 그때의 저축과 이윤을 기업가에게 넘겨주는 과정을 포함한 업무를 위해 사용되는 화폐의 흐름이다. 그리고 금융적 유통에 대한 예금으로서 상품의 투기거래(投機去來) 및 금융거래에 수반하는 영업예금과 저축예금을 들고 있고 특히 저축예금을 중시하고 있다. 우선 저축예금 보유의 동기는 다음과 같은 두 가지의 범주로 분류된다. 그 중 하나는 개인적 이유에 의해 보유되는 것으로서 유가증권보다는 오히려 저축예금을 안정적인 부(富)의 보유형태로 보아 선호(選好)하는 사람들에 의해 소유되는 경우이다. 이런 종류의 저축예금은 일반적으로 변동이 적으며 급격한 변동이 생기지 않는다. 이에 대해 두 번째의 범주에 속하는 것은 금융적 유통에 있어서의 자금 플로(flow)의 총액에 급속한 변화를 미칠 수 있는 것이다. 첫번째의 것은 저축예금 A, 두 번째의 것은 저축예금 B라고 부른다. 저축예금 B는 유가증권을 피하여 현금을 빌려주려는 약세와 유가증권을 보유하고 현금을 빌리려는 강세의 연관관계로 설명된다. 즉 약세에서는 유가증권의 가치가 하락하리라고 예상함으로써 저축예금 B의 증가를 가져오고 강세에서는 거꾸로 유가증권의 가치가 등귀하리라고 예상함으로써 저축예금 B의 감소를 초래한다. 그래서 저축예금 B의 움직임은 금융을 바탕으로 하는 화폐수요(貨幣需要)에 있어 중요성을 갖고 있는 만큼 금융적 유통에 있어서 ‘약세’라는 것이 커다란 의미를 갖고 있다. 이와 같이 저축예금의 증감(增減)은 약세와 밀접한 관계를 갖는 것이므로 그것은 투기시장을 지배하는 다음 네 가지 타입의 움직임에 의해 좌우된다. 첫째는 공중의 의견의 일치가 엿보이는 강세의 시장 타입이다. 이 경우에는 유가증권 가격이 등귀하고 또 더 한층 등귀할 것이라고 예상하기 때문에 저축예금은 감소된다. 한편 약세는 보이지 않으므로 그것을 변경시키지 않을 것이다. 둘째는 공중의 의견차이가 벌어져 가고 있는 강세의 시장 타입이다. 이 타입에서는 유가증권가격이 극도로 상승되고 따라서 저축예금은 증가된다. 또 등귀하는 시장에 있어서는 약세가 점차 증대한다. 셋째는 공중의 의견이 갈리고 있는 약세의 시장 타입이다. 이 경우에는 유가증권가격이 과도로 하락되고 따라서 저축예금은 감소되고 있다. 또 그 하락하는 시장에 있어서 저축예금은 감소되고 있다. 또 그 하락하는 시장에 있어서는 약세를 볼 수 없고 그 경향은 변화되지 않는다. 넷째는 공중의 의견의 일치를 수반하는 약세의 시장 타입이다. 이 경우에는 유가증권 가격이 하락되고 있고 더욱이 하락되리라는 예상이 강하므로 저축예금은 증가된다. 또 약세가 한층 그 경향을 강화한다. 이상의 둘째와 넷째의 타입 아래서는 저축예금이 증가하므로 은행이 어떤 조치를 취하지 않으면 산업적 유통에 필요한 화폐액을 감소시키는 것이 된다. 그와는 반대로 첫째와 셋째의 타입에 있어서는 화폐액을 증가하는 것이 된다. 한편 유가증권가격이 등귀일로에 있을 때에는 대체로 신투자의 가격수준의 상승을 자극하며 그것과는 반대로 하락일로에 있을 때에는 신투자의 가격수준의 하락을 자극한다. 따라서 첫째의 타입 아래에서는 산업적 유통의 화폐를 증가시킴으로써 투자를 가능하게 하며 신투자의 가격수준을 등귀시킴으로써 투자로의 유인(誘因)을 높이며 화폐의 구매력을 감소시키는 것이 된다. 그와는 반대로 넷째의 타입 아래서는 화폐의 구매력이 높아진다. 둘째와 셋째의 타입 아래서는 그런 것과는 달리 반대의 방향으로 서로 잡아당긴다. 가령 둘째의 타입 아래서는 유가증권가격의 고등(高騰)에 의해 신투자의 유인을 증가시키지만 그와 동시에 산업적 유통에서의 자금 플로는 감소시키는 것이 될 것이다. 이런 점에서 금융적 유통에서 생기는 사태의 변화는 두 가지 점에서 화폐의 가치에 변동을 가져올 수 있게 된다. 즉 하나는 그것이 산업적 유통자금의 흐름을 변화시키는 것이며 다른 하나는 그것이 투자의 유인에 영향을 미치게 하는 것이다. 따라서 화폐전량(貨幣全量)의 변화에 의해 첫째의 것이 보정(補整)되나 은행의 대출조건의 변화에 의해 둘째의 것이 균형화되지 않으면 경상산출물(經常産出物)의 가격수준의 안정화는 이룩할 수가 없을 것이다. 여하튼 구매력과 산출고의 안정성은 전예금이 저축예금의 양(量)에 있어서의 모든 변화와 동일한 보조로 오르내리지 않으면 안 된다. 또한 대출조건은 금융시장에 있어서의 강세 또는 약세의 신투자율에 끼치는 영향과 밸런스를 유지토록 조정되어야 할 것이다.

## 화폐경기이론
화폐경기이론(貨幣景氣理論)은 경기 변동을 설명하는 경우에 화폐·금융상의 요인에 중점을 두는 학설이다. 그 가장 전형적인 호토리(1879∼영국의 경제학자)의 경기이론에 의하면 경기순환의 근본적인 특징은 생산 활동량 수준의 최대와 물가 수준의 최고와 그리고 생활 활동량 수준의 최소와 물가 수준의 최저가 동시에 발생하는 것으로서, 경기순환 그 자신 하나의 화폐적 현상이라 생각하고, 이자율의 변화에 민감한 상인의 보존품 재고량의 변동을 기동적인 원인으로 하고, 금본위제하에서는 은행 신용의 증감이 중앙은행의 준비율을 기준으로 이루어져서 구매력의 흐름에 따라서 조절되지 않고, 그 때문에 이자율의 순환적 변동은 불가피한 데서 경기순환이 일어난다고 생각한다. 그러나 호틀레의 설에서는 금본위제를 폐기하면 경기순환을 피하게 되는데 현실로는 금본위제에서 이탈해도 경기순환을 면하지 못했다. 따라서 신용창조(예금창조)에 의해 불황은 필연적으로 초래된다고 하는 하이에크(1899∼1992, 오스트리아의 경제학자)의 경기 이론이 등장했다. 그러나 이 이론은 일관하여 완전고용을 전제로 하고 있는 점에 근본적인 오류가 있어 오늘날 이 학설의 영향력은 작아지고 있다.

## 화폐수량적 분석
화폐수량적 분석(貨幣數量的分析)은 유통 화폐량의 증대는 다른 사정이 불변할 경우, 화폐 가치를 비례적으로 저하시켜, 역(逆)은 또 그의 역(逆)이라고 하는 화폐 수량학설의 입장에서의 경기변동의 분석을 말한다. 이 견해에서 주의해야 할 것은 첫째로 화폐가치 변동의 원인을 유통 화폐량의 증감에서 구하는 일이며, 그 가치 성립의 근거를 문제로 삼지 않는 점, 둘째로 문제되는 것은 유통 화폐량 증감과 화폐 가치의 고저 사이의 관계뿐이라는 점, 셋째로 전체로서의 화폐의 총량과 전체로서의 실물의 총량의 괴리(乖離)와 대비 위에 형성되어 있는 점. 넷째로 화폐 수량설에 대한 비판은 이상과 같은 수량설 자신이 만들어낸 제약 내지 전제의 거부로 성립되어 있는 일이다.

## 문제
물리적인 돈의 경우 위조화폐 등 여러 문제가 생기고 있다. 성경에서 일만 가지 악의 뿌리라고 비판하나 현대의 자본주의 사회에서 돈 버는 방법에 많은 사람이 골몰하게 되면서 물질만능주의나 맘몬 신 숭배 현상도 나타나 사회 문제가 나타나고 있다. 특히 기독교인은 신명기에서 "여호와가 너희에게 재물 얻을 복을 줬다"는 내용을 근거로 돈 벌기 위해서 믿는 사람도 다수 있다.

## 같이 보기
- 통화
- 대한민국 원
- 화폐유통속도
- 동전
- 지폐
- 현금